# پرده (رمان)
پرده: آخرین پرونده پوآرو (به انگلیسی: Curtain: Poirot's Last Case) یک رمان جنایی است که اولین بار در انگلستان و در سپتامبر ۱۹۷۵ منتشر شد و در همان سال در آمریکا منتشر شد.
این رمان در بحبوحه جنگ جهانی دوم نوشته شد ولی تا سال ۱۹۷۵ منتشر نشد و این کتاب آخرین کتاب از سری هرکول پوآرو است و در این کتاب آرتور هستینگز نقش دارد.

## خلاصه داستان
داستان این کتاب دربارهٔ قتل‌هایی است که طی آن قاتلین همیشه به گناه خود اعتراف می‌کنند و علت این قتل‌ها فردی است که با نزدیک شدن به دیگران در تلاش است تا آن‌ها را علیه نزدیکان خود تحریک کند و به نوعی نقش «کاتالیزور» را در قتل ایفا کند.
در این کتاب هرکول پوآرو به مکانی برمیگردد که در اولین داستان یعنی ماجرای اسرارآمیز در استایلز در آنجا حضور داشته. پوآرو در این داستان طی نامه‌ای از دوست قدیمی خود یعنی آرتور هستینگز دعوت می‌کند تا به عمارت استایلز بیاید. عمارت استایلز حالا به مسافرخانه‌ای بین راهی تبدیل شده‌است.
در این داستان پوآرو با پنج قتل روبه رو شده‌است و فردی که نقش کاتالیزور را ایفا کرده حال به این عمارت آمده و هدفش یکی از افراد آنجاست. پوآرو از ابتدا می‌داند که قاتل کیست اما به دنبال مدارک می‌گردد و تا پایان داستان و پس از مرگش قاتل را به دوستش «آرتور هستینگز» می‌شناساند.
در این داستان پوآرو از تمامی اعصار خداحافظ می‌کند و دارفانی را وداع می‌گوید.